# 菜鳥警犬的夢想
《实习警犬物语》（日语：きな子〜見習い警察犬の物語〜）是2010年松竹株式会社发行的日本电影作品，由小林义则执导、夏帆主演。该电影根据发生在日本香川县的真实故事改编，讲述了实习警犬训练员杏子与拉布拉多犬，为实现警犬考试合格为目标而努力奋斗的感人故事。
《实习警犬物语》是松竹映画打造的“动物系列”第四部电影，前三作分别为《导盲犬小Q》、《生命奇迹小狐狸》以及《我和狗狗的十个约定》。

## 演员表
- 望月杏子 - 夏帆
- 番场晴二郎 - 寺康文
- 番场诗子 - 户田菜穗
- 田代涉 - 山本裕典
- 望月遼一 - 远藤宪一
- 望月园子 - 浅田美代子
- 桜庭崇 - 平田满
- 番场圭太 - 广田亮平
- 番场新奈 - 大野百花
- 地元电视台报道局长 - 板东英二
- 原史奈
- 宮武祭
- 有福正志
- 日野阳仁
- 竹岛康成
- 蛭子能收

## 主题曲
- Metis『only one〜逢いたくて〜』[4]

## 奖项
| 电影节               | 举行日期      | 分类       | 得奖人   | 结果 |
| -------------------- | ------------- | ---------- | -------- | ---- |
| 第34届日本电影金像奖 | 2011年2月18日 | 最佳新人奖 | 大野百花 | 獲獎 |